# 森本宜久
森本 宜久（もりもと よしひさ、1944年（昭和19年）6月25日 - ）は、日本の実業家。東京電力取締役副社長、電気事業連合会副会長、日本銀行政策委員会審議委員を歴任した。兵庫県出身。

## 略歴
- 1963年3月 灘高等学校卒業
- 1967年3月 東京大学法学部卒業
- 1967年4月 東京電力入社
- 1998年6月 東京電力電力契約部長
- 2001年6月 東京電力取締役
- 2001年6月 東京電力エネルギー営業部長
- 2002年6月 東京電力常務取締役
- 2004年6月 東京電力販売営業本部長
- 2004年6月 東京電力取締役副社長
- 2007年6月 東京電力取締役
- 2007年6月 電気事業連合会副会長
- 2010年7月1日 - 2015年6月30日 日本銀行政策委員会審議委員